# Igor Žofčák
Igor Žofčák (Michalovce, Eslovaquia, 10 de abril de 1983), futbolista eslovaco. Juega de volante y su actual equipo es el MFK Zemplín Michalovce de la Corgon Liga de Eslovaquia. 

## Selección nacional
Ha sido internacional con la selección de fútbol de Eslovaquia, ha jugado 14 partidos internacionales.

## Clubes
| Club                   | País            | Año       |
| ---------------------- | --------------- | --------- |
| MFK Zemplín Michalovce | Eslovaquia      | 2000-2001 |
| MFK Ružomberok         | Eslovaquia      | 2001-2007 |
| Sparta de Praga        | República Checa | 2007      |
| FK Jablonec 97         | República Checa | 2008      |
| Sparta de Praga        | República Checa | 2009-2010 |
| Slovan Bratislava      | Eslovaquia      | 2010-2014 |
| Nyíregyháza Spartacus  | Hungría         | 2014-2016 |
| MFK Zemplín Michalovce | Eslovaquia      | 2016-     |